# Seznam slovenskih športnikov
Seznam slovenskih športnikov je krovni seznam.

## Seznami
- seznam slovenskih alpinistov
- seznam slovenskih alpskih smučarjev (>>seznam slovenskih smučarjev)
- seznam slovenskih atletov
- seznam slovenskih badmintonistov
- seznam slovenskih balinarjev
- seznam slovenskih balonarjev
- seznam slovenskih basejumperjev
- seznam slovenskih biatloncev
- seznam slovenskih bodibilderjev
- seznam slovenskih boksarjev
- seznam slovenskih deskarjev na snegu
- seznam slovenskih deskarjev na valovih
- seznam slovenskih dirkačev
- seznam slovenskih drsalcev
- seznam slovenskih dvigovalcev uteži
- seznam slovenskih ekstremnih športnikov
- seznam slovenskih gimnastikov (telovadcev)
- seznam slovenskih golfistov
- seznam slovenskih gorskih kolesarjev
- seznam slovenskih gorskih tekačev
- seznam slovenskih hapkidoistov
- seznam slovenskih himalajistov
- seznam slovenskih hokejistov na ledu
- seznam slovenskih hokejistov
- seznam slovenskih hokejistov na travi
- seznam slovenskih igralcev ameriškega nogometa
- seznam slovenskih igralcev bejzbolistov
- seznam slovenskih igralcev curlinga
- seznam slovenskih igralcev kriketa
- seznam slovenskih igralcev pola
- seznam slovenskih ragbistov (ragbijašev)
- seznam slovenskih igralcev skvoša (squasha)
- seznam slovenskih igralk hazene
- seznam slovenskih jadralcev
- seznam slovenskih jadralnih letalcev
- seznam slovenskih jadralnih padalcev
- seznam slovenskih jamarjev (-delno) (in jamskih potapljačev)
- seznam slovenskih jamatloncev
- seznam slovenskih judoistov
- seznam slovenskih kajakašev
- seznam slovenskih kanuistov
- seznam slovenskih karateistov
- seznam slovenskih kasačev
- seznam slovenskih kegljavcev (in igralcev bovlinga)
- seznam slovenskih kikboksarjev
- seznam slovenskih kolesarjev
- seznam slovenskih BMX-kolesarjev
- seznam slovenskih konjenikov
- seznam slovenskih košarkarjev
- seznam slovenskih kotalkarjev
- seznam slovenskih krosistov
- seznam slovenskih (športnih) letalcev
- seznam slovenskih lokostrelcev
- seznam slovenskih maratoncev
- seznam slovenskih metalcev (diska, krogle, kladiva)
- seznam slovenskih motociklistov
- seznam slovenskih motokrosistov
- seznam slovenskih namiznih tenisačev (pingpongašev)
- seznam slovenskih nogometašev (in igralcev dvoranskega nogometa)
- seznam slovenskih nordijskih smučarjev (in kombinatorcev)
- seznam slovenskih odbojkarjev
- seznam slovenskih odbojkarjev na mivki
- seznam slovenskih olimpijcev
- seznam slovenskih orodnih telovadcev
- seznam slovenskih padalcev
- seznam slovenskih paraolimpijcev
- seznam slovenskih plavalcev
- seznam slovenskih plezalcev
- seznam slovenskih podvodnih hokejistov
- seznam slovenskih pohodnikov
- seznam slovenskih potapljačev
- seznam slovenskih raftarjev
- seznam slovenskih ragbijašev
- seznam slovenskih reli-voznikov
- seznam slovenskih ritmičnih gimnastičark
- seznam slovenskih rokoborcev
- seznam slovenskih rokometašev
- seznam slovenskih rolkarjev
- seznam slovenskih sabljačev
- seznam slovenskih sankačev (in tekmovalcev v bobu)
- seznam slovenskih skakalcev ob palici
- seznam slovenskih skakalcev v daljavo
- seznam slovenskih skakalcev v višino
- seznam slovenskih skakalcev v vodo
- seznam slovenskih (alpskih) smučarjev
- seznam slovenskih smučarjev invalidov
- seznam slovenskih smučarjev na vodi
- seznam slovenskih smučarjev prostega sloga
- seznam slovenskih smučarskih skakalcev
- seznam slovenskih smučarskih tekačev
- seznam slovenskih spidvejistov
- seznam slovenskih strelcev
- seznam slovenskih šahistov
- seznam slovenskih športnih akrobatov
- seznam slovenskih športnih plesalcev
- seznam slovenskih športnih plezalcev
- seznam slovenskih športnikov invalidov
- seznam slovenskih tabornikov in skavtov
- seznam slovenskih taekwondoistov
- seznam slovenskih tekačev
- seznam slovenskih telovadcev
- seznam slovenskih tenisačev
- seznam slovenskih triatloncev
- seznam slovenskih umetnostnih drsalcev in kotalkarjev
- seznam slovenskih vaterpolistov
- seznam slovenskih veslačev
- seznam slovenskih vodnih dirkalcev
- seznam slovenskih zmajarjev